# Nuevo Central Argentino
Nuevo Central Argentino (NCA)  é uma empresa privada argentina que explora a operação comercial do sistema ferroviário de transporte de cargas no Ferrocarril General Bartolomé Mitre.

## História
Criada em 23 de dezembro de 1992, a NCA possui uma rede de cerca de 5.000 quilômetros de ferrovias atravessando as províncias de Buenos Aires, Santa Fe, Córdoba, Santiago del Estero e Tucumán.

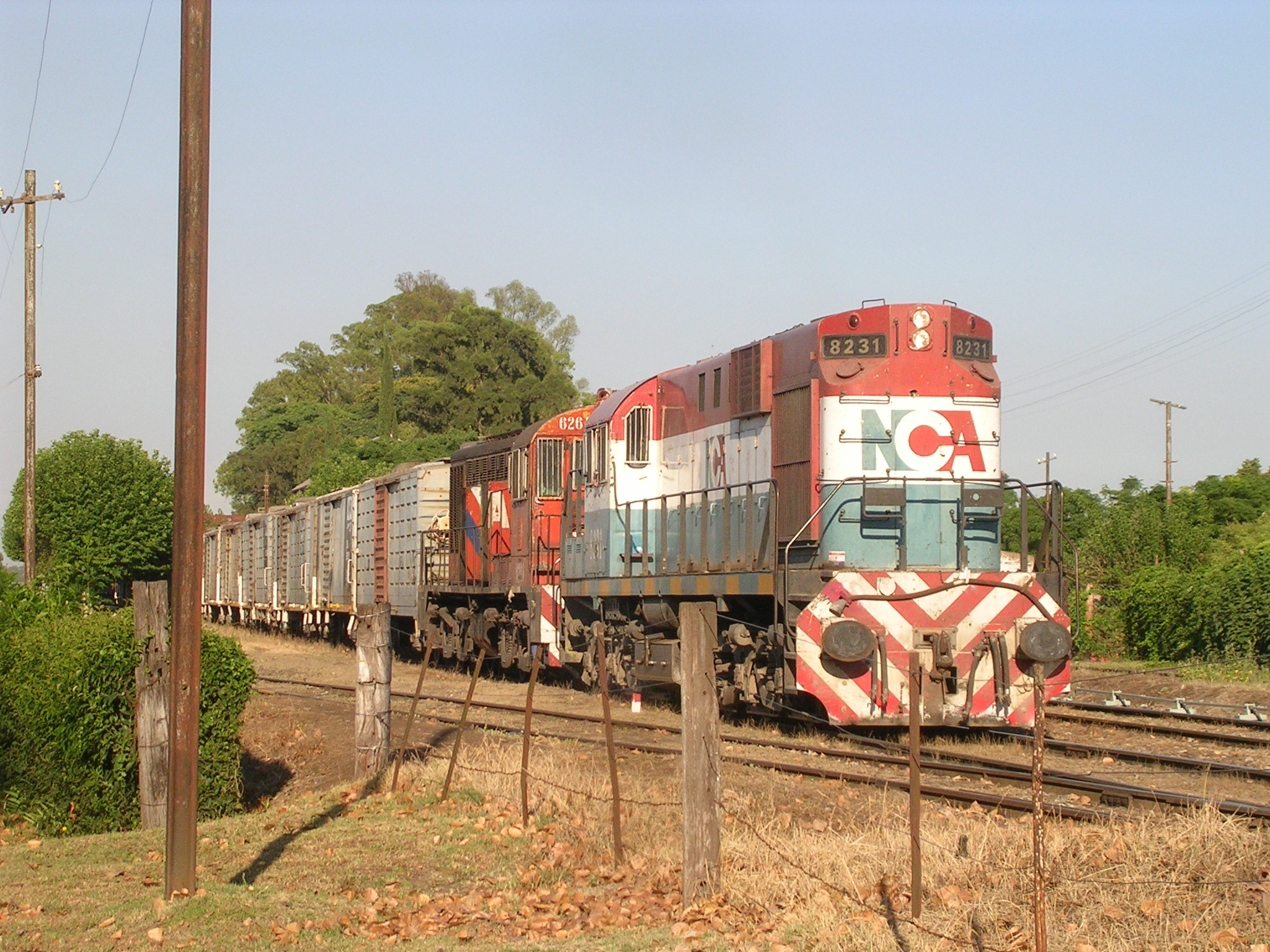
Alco RSD-16 da NCA

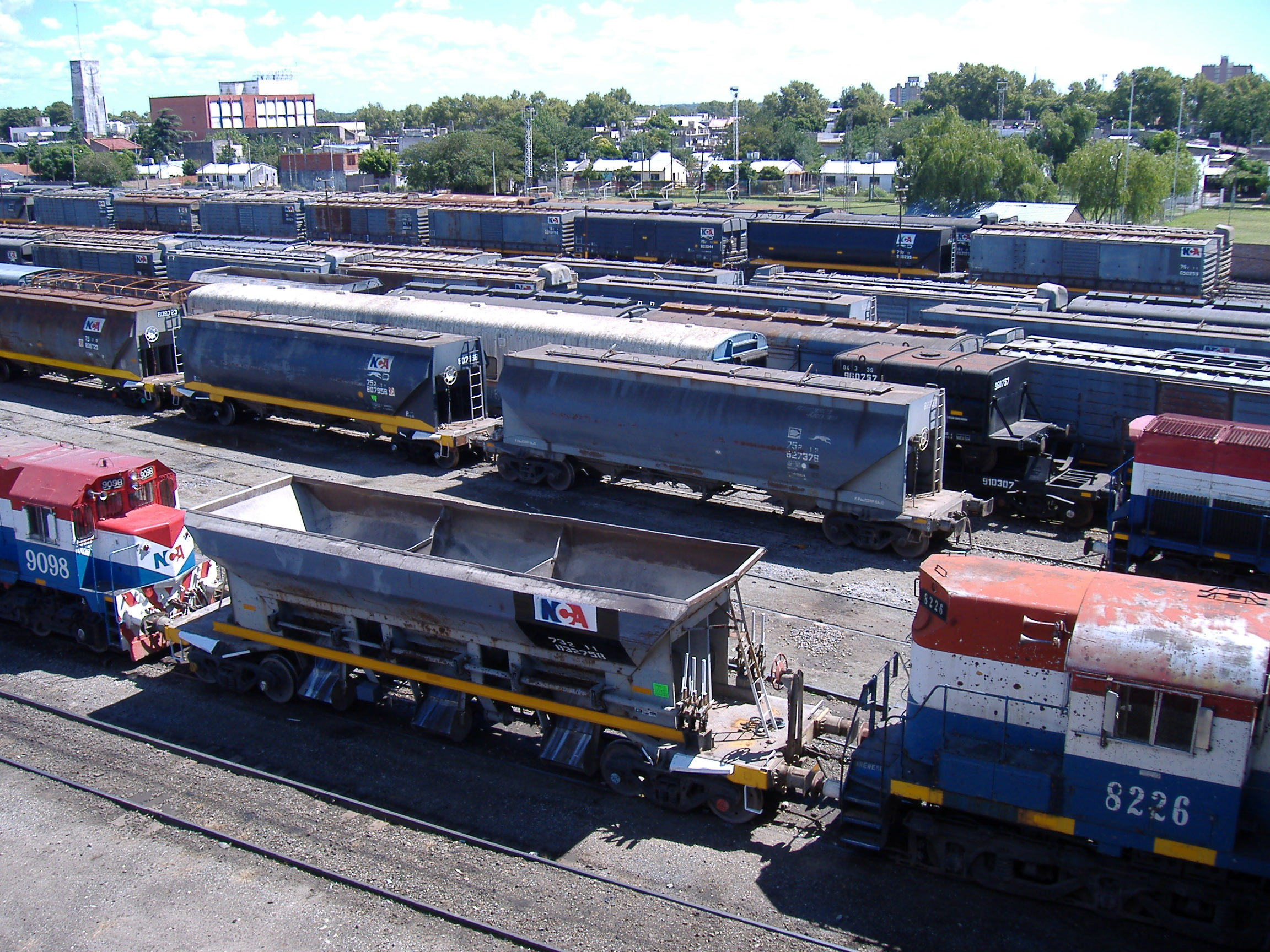
Patio Parada, base de operacões da NCA

## Principais Instalações

### Sede
- Portón 1 (Rosário)

### Centro de Controle Operacional
- Cevil Pozo (Tucuman)

### Oficinas
- Vila Diego (Villa Gobernador Gálvez)

- Tiro Federal (Rosário)

### Pátios
- Playa Patio Parada (Rosário)
- Playa Barranca (Rosário)
- Playa Retiro (Buenos Aires)